# Còdex Nowell
El Còdex Nowell és un còdex medieval que agrupa diverses obres literàries, entre les quals destaca el Beowulf. Altres textos d'importància són els diàlegs entre Salomó i Saturn i la vida de Cristòfor de Lícia. Aquests documents serveixen com a testimoni lingüístic de l'anglès antic, a part del seu valor literari. Igualment, el còdex inclou fragments de textos religiosos de diferents èpoques. El nom del còdex ve d'un dels seus propietaris, Laurence Nowell, antiquari del renaixement.